# Maigret e l'uomo solo
Maigret e l'uomo solo (titolo originale francese Maigret et l'Homme tout seul), in italiano tradotto anche come Maigret e l'uomo solitario, è un romanzo poliziesco di Georges Simenon con protagonista il commissario Maigret, il settantatreesimo della serie dedicata al celebre investigatore.
L'autore scrisse il romanzo dal 1º al 7 febbraio 1971 a Epalinges, cantone di Vaud, in Svizzera. Uscito dapprima a puntate come feuilleton sul quotidiano Le Figaro col titolo Maigret et l'Homme seul, fu pubblicato il 10 maggio 1971 per i tipi della Presses de la Cité.

## Trama
Nell'afosa estate del 1965, viene ritrovato il cadavere di un uomo nella stanza di un edificio in attesa di demolizione del quartiere Les Halles.
Si tratta di un vagabondo soprannominato "l'Aristocratico" o "il Muto", il quale conduceva un'esistenza talmente solitaria che nessuno è in grado di fornire notizie circa la sua provenienza o il suo passato.
Dopo una lunga e paziente indagine, Maigret scopre l'identità della vittima e il suo collegamento a un delitto irrisolto, avvenuto molti anni prima.

## Adattamenti

### Televisione
- Col titolo Keishi to hitoribotchi no otoko, telefilm giapponese di Fukumoto Yoshito, con Kinya Aikawa (Commissario Maigret), in onda en 1978.
- Episodio dal titolo Maigret et l'Homme tout seul, facente parte della serie televisiva Les enquêtes du commissaire Maigret per la regia di Jean-Paul Sassy, trasmesso per la prima volta su Antenne 2 l'8 maggio 1982, con Jean Richard nel ruolo del commissario Maigret.

## Edizioni italiane
- Maigret e il signor Charles. Maigret e l'uomo solo, trad. di Elena Cantini, Prefazione di G. Simenon, Collana Oscar, Milano, Mondadori, 1972. [cofanetto senza numero; volume con le ricette della signora Maigret di Courtine][2] - Postfazione di Alberto Savinio, Collana Oscar Narrativa n.1341, Mondadori, 1994, ISBN 88-04-38268-6.
- Maigret e l'uomo solitario, trad. di Simona Mambrini, Collana gli Adelphi. Le inchieste di Maigret n° 394, Milano, Adelphi, 2011, ISBN 978-88-459-2603-7.
- in  I Maigret 15, Milano, Adelphi, 2016, ISBN 978-88-459-3141-3. - nuova ed., Adelphi, 2019, ISBN 978-88-459-3387-5.